# Casa de Benjamin Abbot
La Casa de Benjamin Abbot o Casa Abbot es una casa histórica en el 9 de la Calle Andover en Andover, Massachusetts, EE. UU. Con su porción más antigua que data de 1711, es uno de los edificios más antiguos sobrevivientes de Andover. Se pensó por largo tiempo que se había construido en 1685, y que pertenecía a Benjamin Abbot, una figura involucrada en acusaciones de brujería durante los juicios de Salem en 1692. Fue incluido en el Registro Nacional de Lugares Históricos en 1975.

## Descripción e historia
La Casa de Benjamin Abbot está localizada al suroeste del centro de Andover, en el lado del norte de la Calle Andover, una carretera muy concurrida que conecta el centro con la Interestatal 93. La casa está orientada más directamente hacia el sur, y su esquina sureste está muy cerca de la carretera. El bloque principal es una estructura de madera de 2 y 1/2 pisos, con un techo a dos aguas, chimenea central, y exterior de tablillas. Un hueco se extiende hacia el oeste, uniendo la casa a un granero que sirve de garaje. El bloque principal es de cinco bahías de ancho, con ventanas de guillotina en las bahías exteriores, y un marco por encima de la entrada del centro. La entrada está en un vestíbulo saliente con dos ventanas a los lados; la puerta está hecha de tablas verticales atadas con bisagras de hierro tipo correa. El interior presenta vigas principales expuestas de unas 15 pulgadas de espesor, y muchas características de la época.
La casa fue construida en 1711, según un análisis dencronológico de sus maderas principales, hecho por el programa documental de la PBS Detectives de la Historia en 2004. El lado oriental (derecho) de la casa, fue construido en 1711, y la porción occidental a la izquierda de la entrada fue construida en 1713.
Se pensaba desde hacía mucho tiempo, hasta 1685, que la casa estaba montada en una placa por encima de la puerta y de que fue propiedad de Benjamin Abbot. Abbot era el hijo de un colono y carpintero de Andover. Benjamin acusó a Martha Carrier de brujería, alegando que ella hizo que su pie se hinchara y una llaga se abriera en él. Se informó que había sanado después de su detención. La casa fue propiedad de la familia Abbot por generaciones, hasta 1933. En 1950 se ofreció a la sociedad histórica local, que se negó a tomarla porque no podían permitirse el mantenimiento adecuado.